# Otto Schönermark
Otto Schönermark, Pseudonym: H. Treseburg, (* 8. November 1865 in Seesen; † 27. Februar 1947 in Blankenburg (Harz)) war ein deutscher Kommunalpolitiker und Heimatforscher. Er war ab 1902 Ortsvorsteher und von 1922 bis 1931 Bürgermeister der 1922 zur Stadt erhobenen Gemeinde Thale in der preußischen Provinz Sachsen. Er hatte maßgeblichen Anteil an der touristischen Erschließung des Bodetals zwischen Thale und Treseburg und der Stadtwerdung von Thale, war Mitgründer und Vorstandsmitglied des Harzer Verkehrsverbandes und der Verkehrsgruppe Ostharz.

## Leben und Wirken
Er ging nach dem Besuch der Volksschule in Seesen an die herzoglich-braunschweigischen Gymnasien nach Wolfenbüttel und Blankenburg (Harz). Danach nahm Schönermark eine Lehre zum Verlagsbuchhändler auf. Seine erste Arbeitsstelle erhielt er in Braunschweig in der Redaktion der Harzer Monatshefte des Harzklubs. 1898 wechselte er als Volontär in das Magistrats- und Polizeibüro der braunschweigischen Residenzstadt Blankenburg (Harz). Nach einer kurzen Tätigkeit in der schwarzburgischen Stadt Rudolstadt kehrte er schon bald in die Nähe des Harzes zurück. In Salza bei Nordhausen wurde er kommissarischer Amtsvorsteher.
1902 bewarb er sich erfolgreich um das Amt des Ortsvorstehers in Thale. Er wurde zunächst für 12 Jahre gewählt und blieb bis 1931 im Amt. Während seiner Dienstzeit entstand auf dem Hexentanzplatz 1903 das Harzer Bergtheater und 1905 das Walpurgisrestaurant. 1906/07 wurde das Kurhaus Thale errichtet und mit dem Bau der Sparkasse in Thale begonnen. 1906 erhielt Thale Eisenbahnanschluss nach Halberstadt. 1907 entstand die evangelische St.-Petri-Kirche und 1913 die katholische Herz-Jesu-Kirche.
Sein Grab befindet sich noch heute auf dem Friedhof in Blankenburg.

## Publikationen (Auswahl)
- Zur Geschichte von Thale. Verkehrsbüro, Thale a. H., 1907.
- Thale a. Harz als Winterfrische und Wintersportplatz. Verkehrsbüro, Thale a. H., 1908.
- Poesie auf Notgeld. Spruchscheine im deutschen Notgelde. E. Appelhans & Comp., Braunschweig, 1921.
- Die schönsten Harz-Sagen aus Thale und dem Bodetale. 2., verm. Aufl., E. Appelhans & Comp., Braunschweig, 1922.
- Die schönsten Harz-Sagen von Blankenburg und dem Regenstein, von Kloster Michaelstein, Heimburg, Hüttenrode, Rübeland und Elbingerode für Jung und Alt. E. Appelhans & Comp., Braunschweig, 1923/24.
- Die schönsten Harz-Sagen aus Thale, dem Bodetal, Treseburg und Altenbrak. 3., verm. Aufl., E. Appelhans & Comp., Braunschweig, 1923.
- Sitten, Gebräuche und anderes aus dem Harzgebiet.Verlag Willy Bethke Buchhandlung, Thale 1924.
- Die Wüstungen des Harzgebirges. Salzwasser Verlag, Paderborn, 2012 [Nachdruck des Originals von 1897].

## Ehrungen
In der Stadt Thale wurde 2002 eine Straße nach ihm benannt.